# Pathsala
Pathsala è una suddivisione dell'India, classificata come town committee, di 9.652 abitanti, situata nel distretto di Barpeta, nello stato federato dell'Assam. In base al numero di abitanti la città rientra nella classe V (da 5.000 a 9.999 persone).

## Geografia fisica
La città è situata a 26° 57' 14 N e 91° 24' 42 E.

## Società

### Evoluzione demografica
Al censimento del 2001 la popolazione di Pathsala assommava a 9.652 persone, delle quali 5.106 maschi e 4.546 femmine. I bambini di età inferiore o uguale ai sei anni assommavano a 948, dei quali 476 maschi e 472 femmine. Infine, coloro che erano in grado di saper almeno leggere e scrivere erano 7.795, dei quali 4.339 maschi e 3.456 femmine.